# Equus quagga borensis
La cebra de Selous (Equus quagga borensis) es una subespecie de la cebra de llanura, distribuida por las partes septentrionales de África oriental. Se extiende en el noroeste de Kenia, desde Guas ngishu y el lago Baringo hasta el distrito de Karamoja en Uganda. También se encuentra en el este de Sudán del Sur, al este del río Nilo, en especial, en el parque nacional de Boma. El límite norte de la subespecie se encuentra en 32° N y marca el límite norte de toda la especie.
La cebra de Selous fue descrita por primera vez en 1954 por Tony Henley, entonces un Ranger en el Departamento de Juego del Protectorado de Uganda con sede en Moroto y a cargo del Distrito de Karamoja. Recientemente los animales del parque nacional del Valle de Kidepo han sido estudiados por la Fundación de Vida Silvestre Kidepo.